# Ivan Savvidis

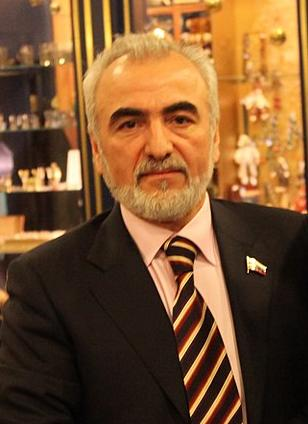
Savvidis in 2010.

Ivan Savvidis (Russisch: Иван Игнатьевич Саввиди, Georgisch: ივან ეგნატეს ძე სავიდი, Ivan Egnates dze Savidi, Grieks: Ιβάν Σαββίδης) (Santa, rajon Tsalka, 27 maart 1959) is een Grieks-Russische zakenman. Hij was lid van de Russische Staatsdoema. Ook is hij eigenaar en voorzitter van PAOK Saloniki.

## Biografie
Ivan Savvidis werd in 1959 in een Pontisch-Griekse familie, in het dorp Santa in het rajon Tsalka, in de toenmalige Georgische sovjetrepubliek van de Sovjet-Unie. Zijn familie vertrok naar Rostov aan de Don toen hij vijftien was.